# خوسه آنتونیو رودریگس
خوسه آنتونیو رودریگس (اسپانیایی: José Antonio Rodríguez‎؛ ۱۹۱۵ – ۱۹۷۵) بازیکن فوتبال اهل کوبا بود.
وی همچنین در تیم ملی فوتبال کوبا بازی کرده‌است.